# José Lino de Oliveira
José Lino de Oliveira (Lisboa, 23 de setembro de 1803 - 14 de dezembro de 1885) foi um prelado português da Igreja Católica, bispo de Angola e Congo.

## Biografia
Nascido em Lisboa, foi ordenado padre em 14 de maio de 1826. Era pároco na freguesia de São Paulo, quando por decreto de 20 de julho de 1863, foi apresentado como bispo de Angola e Congo, sendo confirmado pela Santa Sé em 21 de dezembro do mesmo ano.
Foi consagrado na Igreja de São Paulo de Lisboa onde era pároco em 28 de fevereiro de 1864, por Dom Innocenzo Ferrieri, núncio apostólico em Portugal. Tomou posse da diocese por procuração em 26 de abril de 1864 e chegou a Luanda em 4 de janeiro de 1865, fazendo sua entrada solene no dia 6 do mesmo mês.
Levou consigo párocos, tendo em vista a situação deixada pelo seu antecessor, que teve uma morte prematura. Em 11 de fevereiro, vai a Moçâmedes, onde fixou residência. Contudo, mesmo com seus esforços para povoar de sacerdotes portugueses a missão do Congo, viu a chegada dos Espiritanos, enviados pela Propaganda Fide, que passaram a evangelizar a região.
Em 6 de abril de 1866, embarca para Lisboa para tratar da saúde e chega em 15 de maio. Devido a sua avançada idade, não retorna à Sé de Luanda e resigna-se do bispado em 1 de julho de 1871. Morreu em 14 de dezembro de 1885.